# Danko Jones
Danko Jones is een zanger, gitarist, en de naam van een driekoppige hardrockband uit Toronto, Ontario, Canada. Danko Jones zelf is de voorman van deze band en staat ook bekend onder de bijnaam The Mango Kid. De band staat vooral bekend om zijn live-optredens. Naast hardrock zijn er in de stijl van Danko Jones ook sporen van bluesrock en rock-'n-roll terug te vinden.

## Bezetting
- Danko Jones - zang en gitaar
- John Calabrese - basgitaar
- Rich Knox - drums

### Ex-bandleden
- Damon Richardson - drums
- Dan Cornelius - drums

## Geschiedenis
De band ontstond in 1996 in de clubscene van Toronto. De groep speelde in de daaropvolgende jaren eigenlijk uitsluitend live. Pas in 1999 kwam de ep "My Love Is Bold" uit, die al snel onder de aandacht van het Zweedse Bad Taste Records kwam. In 2001 brak de groep bescheiden door in Europa met "I'm Alive And On Fire"; een kort overzicht van de liedjes die de band al live ten gehore bracht vanaf 1996.
Met het album "Born A Lion" brak de band in 2002 echt internationaal door. De single Lovercall werd een kleine hit in meerdere landen, maar vooral de live-reputatie van de band zorgde dat ze snel bekender werden.
In de daaropvolgende jaren bracht de band nog 6 albums uit, en toerden ze onder andere met Motörhead. In Europa stond de band onder andere op festivals als pukkelpop Rock am Ring, Rock Werchter, Reading, Lowlands, Pinkpop, Sziget en Bospop. Ook stond de band in Nederland onder meer in de Melkweg en Paradiso. Zijn optreden op Parkpop 2010 was naar eigen zeggen zijn tiende optreden in Nederland.
In 2011 komt hij ook naar Groezrock België en naar speedfest in Eindhoven.

## Radio, Spoken Word en columns
Jones werkt mee aan de radio show "The Magical World Of Rock" in Stockholm op de zender 95.3 Rocket, op Power 97 in Winnipeg, Manitoba (Canada), Pure Rock Radio in Saskatoon, Saskatchewan (Canada), CT Das Radio in Bochum (Duitsland) en Radio Tango in Oslo (Noorwegen).
In 2004 kwam Jones eerste Spoken Word-album uit, eveneens getiteld The Magical World Of Rock. In datzelfde jaar volbracht hij twee spoken wordtours, waaronder een show op het Haagse Crossing Border festival. Daar sprak Jones met Nick Hornby, Ian Mackaye, Jim White, Michael Franti en Irvine Welsh.
Danko Jones schrijft daarnaast columns voor verschillende muziekbladen: "Rock Hard" (Duitsland), "Mute" (Noorwegen), en "Close-Up" (Zweden).

## Discografie

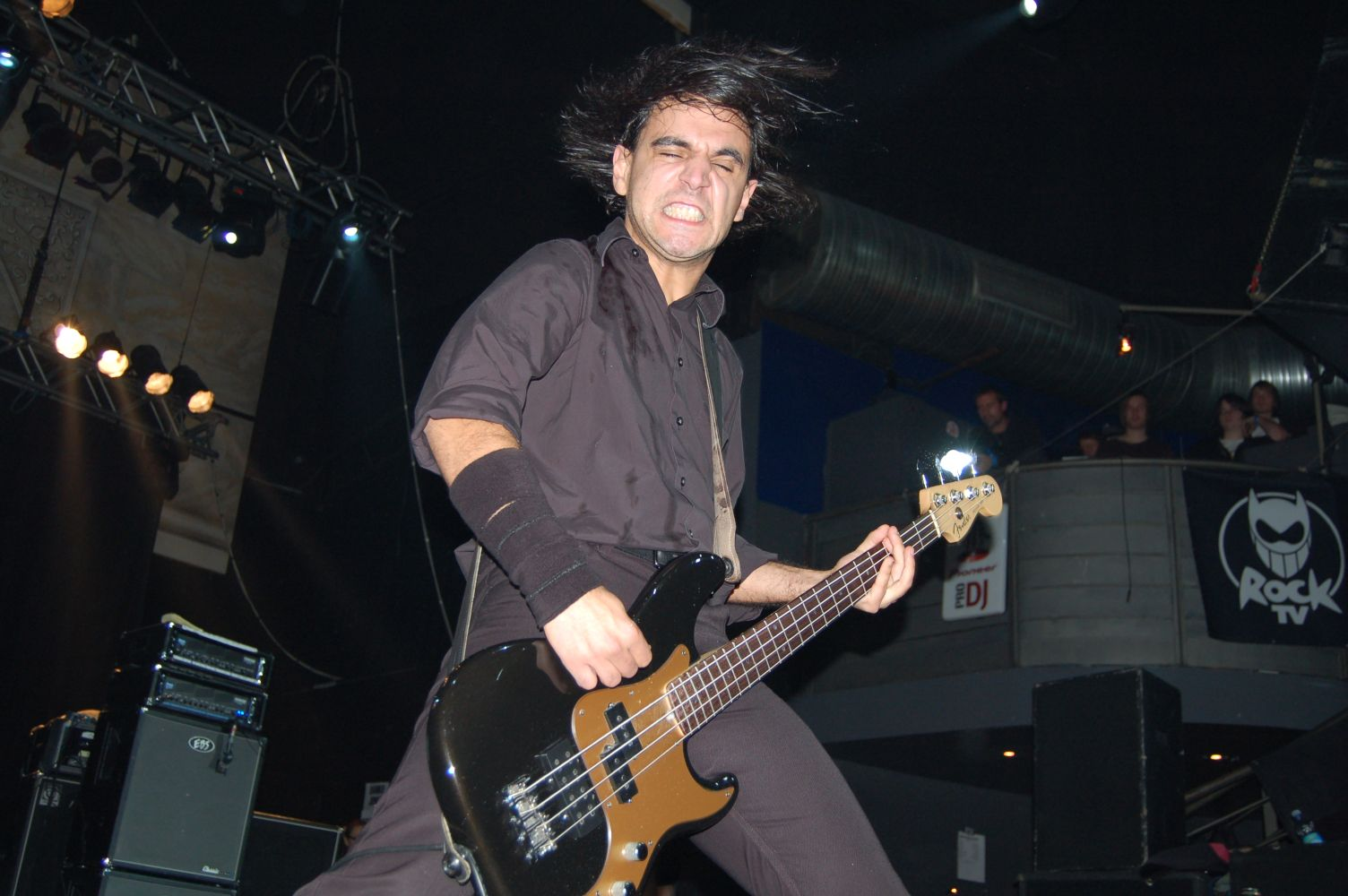
Bassist Calabrese tijdens een live-optreden in de "Rolling Stone" in Milaan, 16 november 2006.

### Albums
| Album met eventuele hitnotering(en) in de Nederlandse Album Top 100 | Datum van verschijnen | Datum van binnenkomst | Hoogste positie | Aantal weken | Opmerkingen |
| ------------------------------------------------------------------- | --------------------- | --------------------- | --------------- | ------------ | ----------- |
| I'm alive and on fire                                               | 2001                  | -                     |                 |              |             |
| Born a lion                                                         | 2002                  | -                     |                 |              |             |
| We sweat blood                                                      | 2003                  | 25-10-2003            | 98              | 1            |             |
| Sleep is the enemy                                                  | 17-02-2006            | 25-02-2006            | 57              | 4            |             |
| Never too loud                                                      | 29-02-2008            | 08-03-2008            | 60              | 2            |             |
| B-Sides                                                             | 2009                  | -                     |                 |              |             |
| Below the belt                                                      | 14-05-2010            | 22-05-2010            | 96              | 1            |             |
| Rock And Roll Is Black And Blue                                     | 2012                  | -                     |                 |              |             |
| Garage Rock - A Collection of Lost Songs From 1996 – 1998           | 2014                  | -                     |                 |              |             |
| Fire Music                                                          | 06-02-2015            | 14-02-2015            | 53              | 1            |             |
| Wild Cat                                                            | 03-03-2017            | -                     |                 |              |             |

| Album met hitnotering(en) in de Vlaamse Ultratop 200 albums | Datum van verschijnen | Datum van binnenkomst | Hoogste positie | Aantal weken | Opmerkingen |
| ----------------------------------------------------------- | --------------------- | --------------------- | --------------- | ------------ | ----------- |
| Sleep is the enemy                                          | 2006                  | 11-03-2006            | 77              | 3            |             |
| Never too loud                                              | 2008                  | 15-03-2008            | 84              | 1            |             |
| Rock and roll is black and blue                             | 2012                  | 29-09-2012            | 85              | 5            |             |
| Fire Music                                                  | 2015                  | 06-02-2015            | 115             | 5            |             |
| Wild Cat                                                    | 2017                  | 11-03-2017            | 95              | 6            |             |

@ Hellfest 2013
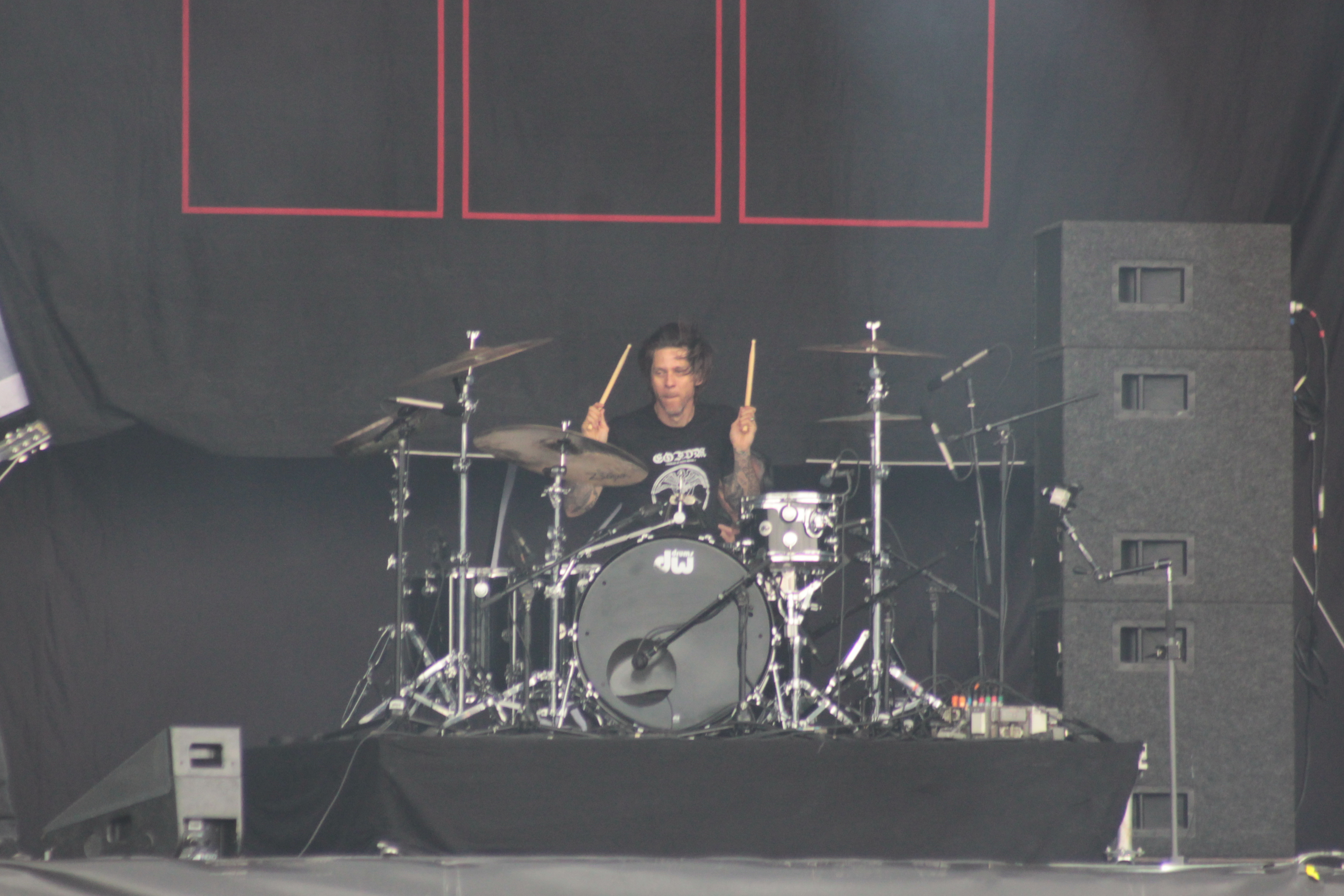
Atom Willard
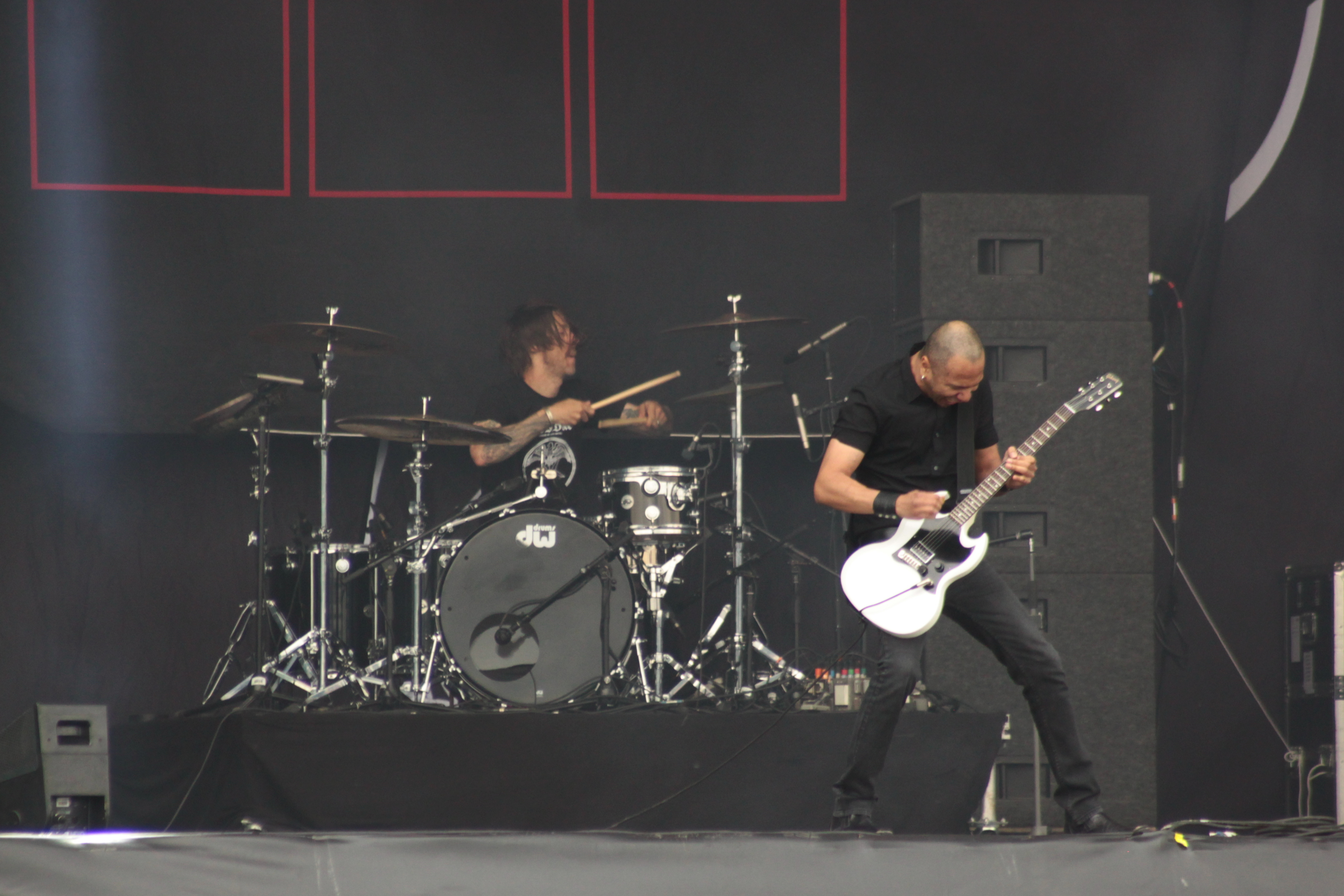
Atom Willard & Danko Jones
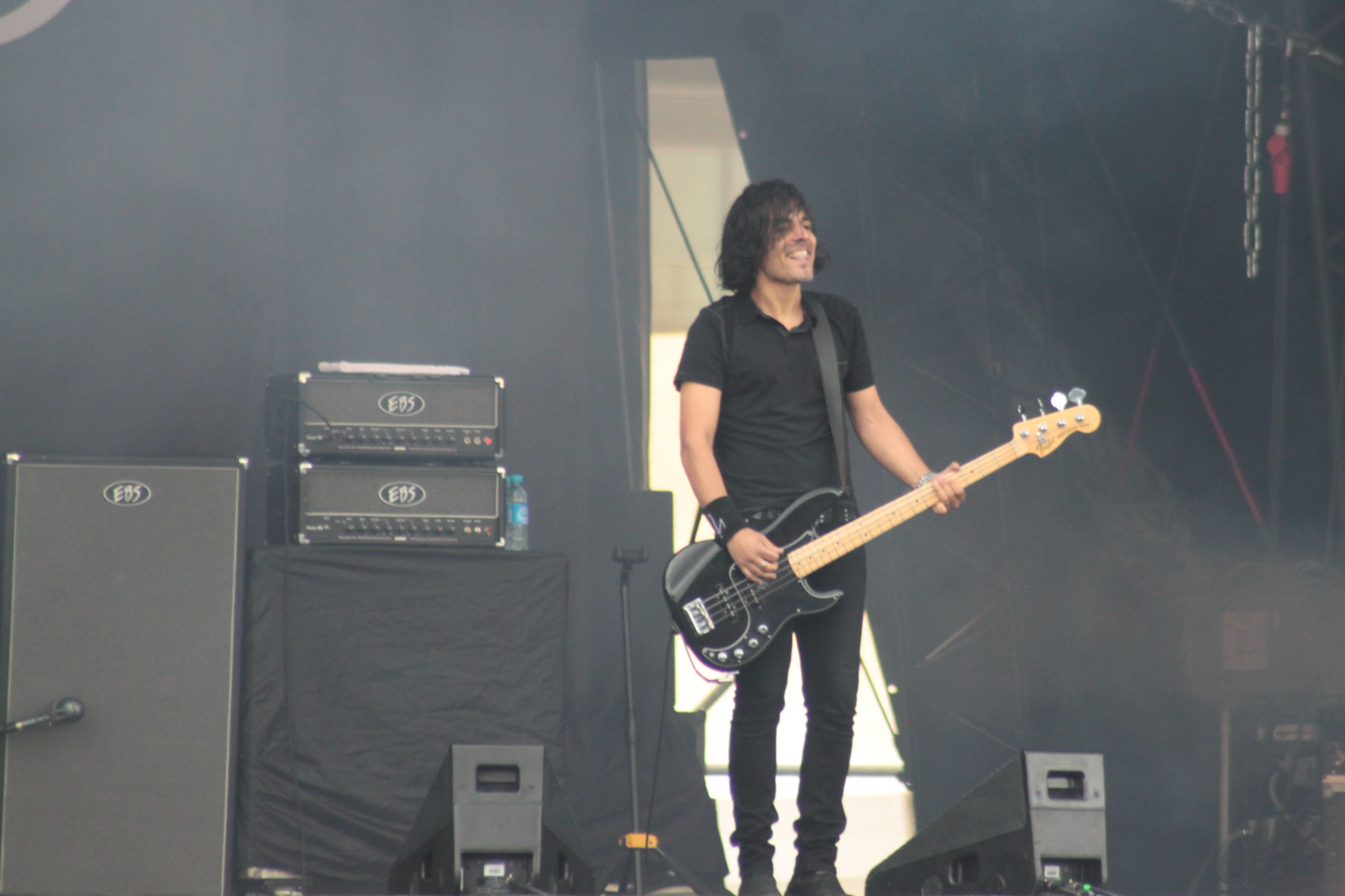
John Calabrese

### Singles
| Single met eventuele hitnotering(en) in de Nederlandse Top 40 | Datum van verschijnen | Datum van binnenkomst | Hoogste positie | Aantal weken | Opmerkingen              |
| ------------------------------------------------------------- | --------------------- | --------------------- | --------------- | ------------ | ------------------------ |
| Sugar chocolate                                               | 1998                  | -                     |                 |              |                          |
| I want you                                                    | 2003                  | -                     |                 |              | #99 in de Single Top 100 |

### Ep
- Danko Jones EP (1998) (Sonic Unyon)
- My Love is Bold EP (1999) (Sound King|Outside Music)

### Samenwerkingsprojecten
- Ritual of the Savage, 10 inch (samen met de bands Gluecifer en Peter Pan Speedrock) (2003) (Drunken Maria/Suburban)
- Black Rose (samen met Volbeat) (2016)